# Estados Unidos nos Jogos Pan-Americanos de 1963
Os Estados Unidos nos Jogos Pan-Americanos de 1963, participaram pela 4ª vez da competição.
A cidade sede foi São Paulo, e o país conquistou um total de 199 medalhas e apesar de ter conquistado menos medalhas que a edição anterior, o país terminou pela terceira vez consecutiva em primeiro lugar no quadro geral de medalhas..